# Akin Euba
Akin Euba, nascido Olatunji Akin Euba (Lagos, 28 de abril de 1935 – 14 de abril de 2020) foi um compositor, musicólogo e pianista nigeriano.

## Morte
Euba morreu no dia 14 de abril de 2020, aos 84 anos.

## Trabalhos
- Six Yoruba Folk Songs, arranjo para voz e piano
- 1956 - Introduction and Allegro, orquestra
- 1964 - Four Pictures from Oyo Calabashes
- 1964 - Impressions From an Akwete Cloth, piano
- 1967 - Morning, Noon, and Night
- 1967 - Olurounbi (ou Olurombi)
- 1970 (rev. 1999) - Chaka, ópera
- 1973 - Ice Cubes, orquestra
- 1970 - Scenes From Traditional Life, piano
- 1975 - Alatangana, ballet
- 1979 - Black Bethlehem
- 1987 - Wakar Duru: Studies in African Pianism 1-3, piano
- 2003 - Below Rusumo Falls